# Saturno (collana)
Saturno. Collana di fantascienza è stata una collana editoriale di romanzi di fantascienza ideata e diretta da Ugo Malaguti e pubblicata da Libra Editrice dal 1977 al 1982 per un totale di 36 volumi. Venduta per corrispondenza, era stampata in formato tascabile con rilegatura cartonata e sovraccoperta.
La collana era dedicata esclusivamente a traduzioni di autori sia anglofoni sia francofoni, con una prevalenza statistica delle opere di sapore pulp del britannico Vargo Statten (5 volumi) e dei francesi Jean-Gaston Vandel (4 volumi) e Jimmy Guieu (3 volumi). Tutti i volumi riportano introduzioni di Ugo Malaguti. 

## Elenco delle uscite
| Numero | Autore              | Titolo                      | Note | Anno                   |
| ------ | ------------------- | --------------------------- | --- | ---------------------- |
| 1      | Leigh Brackett      | Oltre l'infinito            | | Ottobre 1977           |
| 2      | Philip José Farmer  | Il segreto del tempo        | | Novembre 1977          |
| 3      | John Wyndham        | Uomini e stelle             | Romanzo fix-up del ciclo della famiglia Troon. | Dicembre 1977          |
| 4      | Tanith Lee          | Non mordere il sole         | Primo romanzo della dilogia delle Cupole. | Gennaio 1978           |
| 5      | Theodore Sturgeon   | I figli di Medusa           | Riscrittura espansa del racconto omonimo apparso su rivista nel 1958. | Febbraio 1978          |
| 6      | Leigh Brackett      | Alfa del Centauro           | Romanzo fix-up del ciclo di Alfa Centauri. | Marzo 1978             |
| 7      | Clifford D. Simak   | All'ombra di Tycho          | | Aprile 1978            |
| 8      | Tanith Lee          | Vino di zaffiro             | Secondo romanzo della dilogia delle Cupole. | Maggio 1978            |
| 9      | Donald A. Wollheim  | Il mistero di Saturno       | | Giugno 1978            |
| 10     | Hal Clement         | Nati dall'abisso            | | Luglio 1978            |
| 11     | Vargo Statten       | Le ali nere di Marte        | | Settembre 1978         |
| 12     | Donald A. Wollheim  | L'enigma del pianeta rosso  | | Ottobre/Novembre 1978  |
| 13     | Murray Leinster     | Il mondo proibito           | Romanzo afferente al ciclo della Nave Medica. | Dicembre 1978          |
| 14     | Rog Phillips        | La porta sui mondi          | | Gennaio 1979           |
| 15     | Jimmy Guieu         | I figli del diluvio         | Quarto romanzo della dodecalogia di Jean Kariven. | Febbraio 1979          |
| 16     | Vargo Statten       | Notte sul mondo             | | Marzo 1979             |
| 17     | Rog Phillips        | Trappola nel tempo          | | Aprile 1979            |
| 18     | Jimmy Guieu         | Quelli della Stella Polare  | Terzo romanzo della dodecalogia di Jean Kariven. | Maggio/Giugno 1979     |
| 19     | Andre Norton        | Le terre degli incantesimi  | Raccolta allestita dall'autrice, comprende i due romanzi brevi Il mondo dei maghi e I giocattoli di Tamisan, un racconto del Mondo delle Streghe e due racconti autoconclusivi. | Luglio/Agosto 1979     |
| 20     | Vargo Statten       | Il vagabondo dell'infinito  | | Settembre/Ottobre 1979 |
| 21     | J. G. Vandel        | Gli uomini del passato      | | Novembre/Dicembre 1979 |
| 22     | Stanton A. Coblentz | Negli abissi di Plutone     | | Marzo/Aprile 1980      |
| 23     | Jimmy Guieu         | Le sfere di Rapa-Nui        | | Maggio/Giugno 1980     |
| 24     | J. G. Vandel        | Fuga nell'ignoto            | Omnibus della dilogia dei Vitaliani: 1. La rivolta dei nani 2. Incursione su Delta                                                                                              | Luglio/Agosto 1980     |
| 25     | Ray Cummings        | Il mondo invisibile         | | Settembre 1980         |
| 26     | H. L. Gold          | Enigma zero                 | Antologia allestita per il mercato italiano, comprende due romanzi brevi e un'appendice di saggi dell'autore: - Un enigma di forma - L'enigma dello squartatore                 | Ottobre 1980           |
| 27     | J. G. Vandel        | I naufraghi delle galassie  | Primo romanzo della dilogia di Flint. | Novembre 1980          |
| 28     | Charles Carr        | I coloni dello spazio       | Primo romanzo della dilogia di Bel. | Dicembre 1980          |
| 29     | Nelson Bond         | La città incantata          | Raccolta integrale del ciclo di Meg la Sacerdotessa allestita per il mercato italiano.                                                                                          | Gennaio 1981           |
| 30     | J. G. Vandel        | Territorio robot            | | Febbraio 1981          |
| 31     | Charles Carr        | Le orribili salamandre      | Secondo romanzo della dilogia di Bel. | Marzo 1981             |
| 32     | Willie Ley          | I misteri di Marte          | Antologia allestita per il mercato italiano, comprende due romanzi brevi introdotti da Arthur C. Clarke: - Un'avventura marziana - La guardia astrale                           | Aprile 1981            |
| 33     | Vargo Statten       | La stella fuggiasca         | | Maggio 1981            |
| 34     | B. R. Bruss         | Attenzione, dischi volanti! | Primo romanzo della dilogia dell'Invasione Marziana. | Giugno/Settembre 1981  |
| 35     | Vargo Statten       | Il mostro della laguna nera | Trasposizione letteraria del film omonimo diretto da Jack Arnold. | Ottobre/Gennaio 1981   |
| 36     | B. R. Bruss         | Marte all'attacco           | Secondo romanzo della dilogia dell'Invasione Marziana. | Febbraio/Marzo 1982    |